# Popowo-Parcele
Popowo-Parcele (prononciation : [pɔˈpɔvɔ parˈt͡sɛlɛ]) est un village polonais de la gmina de Somianka dans le powiat de Wyszków de la voïvodie de Mazovie dans le centre-est de la Pologne.
Il se situe à environ 10 kilomètres au sud-ouest de Somianka (siège de la gmina), à 21 kilomètres à l'ouest de Wyszków (siège du powiat) et à 37 kilomètres au nord de Varsovie (capitale de la Pologne).
Le village possède une population de 350 habitants en 2010.

## Histoire
De 1975 à 1998, le village faisait partie du territoire de la voïvodie d'Ostrołęka.

Depuis 1999, Popowo-Parcele est situé dans la voïvodie de Mazovie.